# 보산초등학교
보산초등학교는 대한민국 경기도 동두천시에 있는 공립 초등학교이다.

## 연혁
- 1971.03.01 동두천국민학교 보산분교 인가
- 1973.03.01 보산국민학교 독립 인가(12학급)
- 1973.03.01 병설 유치원 개원(1학급)
- 1985.03.01 특수 학급 인가(1학급)
- 1996.03.01 보산초등학교로 명칭 변경
- 2002.05.10 신축교(현교사)로 이전
- 2010.08.11 제39회 전국 소년체전 유도 금메달 획득
- 2012.03.01 제15대 허일범 교장선생님 취임
- 2012.07.02 다문화 특별학급 신설
- 2012.07.24 유도실 개관
- 2012.12.31 다문화 교육 우수학교 교육감 표창 수상
- 2013.02.15 제38회 졸업식(남 35명, 여 17명, 총졸업생수 4,864명)
- 2013.03.01 13학급 편성(일반 11, 특별 1, 특수 1)
- 2013.03.01 경기도 교육감 지정 다문화 예비학교, 특별학급 운영
- 2013.03.01 경기도 교육감 지정 지역공부방 운영
- 2013.03.01 유네스코 한국 위원회 지정, 유네스코 학교운영
- 2013.03.01 초등돌봄교실 3학급 운영
- 2014.02.14 제39회 졸업식(총 4,910명 졸업)
- 2014.03.01 14학급 편성(일반12, 특별1, 특수1)